# Do-omskrivning
I engelska är det ovanligt att använda samma ordföljd vid exempelvis frågor som i svenska. Istället använder man så kallad do-omskrivning, på engelska do-support eller do-insertion kallas en grammatisk konstruktion i engelskan. 
Satsens egentliga huvudverb underställs i frågor och negerade satser hjälpverbet do som böjs efter subjekt och tempus, och hjälpverbet placeras sedan i den syntaktiska position verbet enligt gängse germanska meningsbyggnadsregler skulle få. Huvudverbet, som står i infinitiv, placeras sedan efter subjektet (i frågefallet) eller not (i negationsfallet).
Exempel:
- Did he wash the car? (ordagrant: Gjorde han tvätta bilen?)

- Yes, but he didn't wax it. (ordagrant: Ja, men han gjorde inte vaxa den.)